# Diskografie Jay Rocka
Toto je diskografie Jay Rocka.

## Studiová alba
| Rok  | Detaily | Pozice v žebříčku | Pozice v žebříčku | Pozice v žebříčku | Prodej    |
| Rok  | Detaily | US                | US R&B            | US Rap            | Prodej    |
| ---- | --- | ----------------- | ----------------- | ----------------- | --------- |
| 2011 | Follow Me Home - Datum vydání: 26. července 2011 - Label: Top Dawg, Strange Music - Formáty: CD, digital download | 83                | 18                | 10                | 14 000 ks |
| 2015 | 90059 - Datum vydání: 11. září 2015 - Label: Top Dawg - Formáty: CD, digital download                             | 16                | 2                 | 1                 | 15 442    |

## Mixtapy
| Rok  | Název                                             |
| ---- | ------------------------------------------------- |
| 2006 | Watts Finest Vol. I                               |
| 2006 | Watts Finest Vol. II: The Nickerson Files         |
| 2007 | Watts Finest Vol. III: The Watts Riots            |
| 2007 | No Sleep 'Til NYC (with Kendrick Lamar aka K-Dot) |
| 2008 | Do It Nigga Squad Vol. 1 (with Top Dawg Ent.)     |
| 2008 | Coming Soon To A Hood Near You                    |
| 2009 | Coming Soon 2 A Hood Near You                     |
| 2009 | Gudda Muzik                                       |
| 2009 | 30 Day Takeover                                   |
| 2010 | From Hood Tales to the Cover of XXL               |
| 2010 | Black Friday dostupné na iTunes                   |

## Singly
| Rok  | Název                                                       | U.S. Hot 100 | U.S. R&B | U.S. Rap | Album          |
| ---- | ----------------------------------------------------------- | ------------ | -------- | -------- | -------------- |
| 2008 | "All My Life (In the Ghetto)" (feat. Lil Wayne & will.i.am) | —            | 110      | —        | Follow Me Home |
| 2011 | "Hood Gone Love It" (feat. Kendrick Lamar)                  | —            | 118      | —        | Follow Me Home |
| 2015 | "Money Trees Deuce"                                         | —            | —        | —        | 90059          |
| 2015 | "Gumbo"                                                     | —            | —        | —        | 90059          |
| 2015 | "90059"                                                     | —            | —        | —        | 90059          |

### Kompilace
| Rok  | Název                                                                               | U.S. Hot 100 | U.S. R&B | U.S. Rap | Album               |
| ---- | ----------------------------------------------------------------------------------- | ------------ | -------- | -------- | ------------------- |
| 2009 | "I'm a Rida" (L-Boy featuring Jay Rock, Glasses Malone & Jah Free) Single on iTunes | –            | –        | –        | The Thump Ridaz Mix |
| 2009 | "Hoodie" Omarion featuring Jay Rock                                                 | –            | –        | –        | Ollusion            |
| 2010 | "Look Out the Window" (Serius Jones featuring Jay Rock)                             | –            | –        | –        | Non-album single    |
| 2010 | "The Life" Yukmouth featuring Ya Boy, Jay Rock and London)                          | –            | –        | –        | Free at Last        |
| 2010 | "Ghood" (Pezzy Montana featuring Jay Rock)                                          | –            | –        | –        | Non-album single    |

## Jako host
| Rok     | Interpret       | Album                             | Singl |
| ------- | --------------- | --------------------------------- | --- |
| 2006    | Tupac Shakur    | Pac's Life                        | "What'z Next?" (also featuring A3)                                                                                  |
| 2008    | Eastwood        | Making History                    | "West Really" (also featuring Game)                                                                                 |
| 2008    | Game            | Rap or Die 6                      | "Better Dayz (West Coast Remix)" (also featuring Ya Boy, Crooked I, Kendrick Lamar, MC Juice, Dubb Union & Ab-Soul) |
| 2009    | Nipsey Hussle   | Bullets Ain't Got No Name, Vol. 3 | "Army All by Myself" (also featuring Tupac Shakur & June Summers)                                                   |
| 2009    | Nipsey Hussle   | non-album song                    | "Hussle in the House (Remix)" (also featuring Maino)                                                                |
| 2009    | Big Pooh        | The Delightful Bars               | "Nothing Less" (also featuring K. Dot & Ab Soul)                                                                    |
| 2009    | Glasses Malone  | Nightmare on Seven Street Mixtape | "Before It All Ends" (also featuring Snoop Dogg)                                                                    |
| 2009    | Focus..         | The Pay Homeage LP                | "Homeage to Dr. Dre" (also featuring Crooked I, Kida & Marsha Ambrosius)                                            |
| 2009    | Laws            | Don Cannon Presents: 4:57 AM      | "Number One" |
| 2010    | DJ Kay Slay     | More Than Just a DJ               | "Layed Out" (also featuring Bun B, Dorrough, Papoose, Twista & Young Chris)                                         |
| 2010    | Ab-Soul         | Long Term 2                       | "Lifestyle" |
| 2010    | Gudda Gudda     | Back 2 Guddaville                 | "Gudda" (also featuring Menace)                                                                                     |
| 2010    | Tech N9ne       | The Gates Mixed Plate             | "Paper" (also featuring Joe Vertigo)                                                                                |
| 2010    | Freddie Gibbs   | Str8 Killa                        | "Rep 2 tha Fullest"                                                                                                 |
| 2010    | DJ Whoo Kid     | Napalm                            | "Ugly" (also featuring Xzibit & Trick Trick)                                                                        |
| 2010    | J-Hood          | non-album song                    | "Ain't Playin" |
| 2010    | Tech N9ne       | Bad Season (Mixtape)              | "Down For The Block" (also featuring Big Scoob, Krizz Kaliko & Kutt Calhoun)                                        |
| 2011    | DJ Kay Slay     | Soul Controler                    | "Put the Mic Down" (also featuring Kendrick Lamar, Fred the Godson & Jon Connor)                                    |
| 2011    | Ab-Soul         | Long-Term Mentality               | "Constipation" (also featuring Kendrick Lamar & Schoolboy Q)                                                        |
| 2011    | Travis Barker   | Give the Drummer Some             | "Don't Fuck With Me" (also featuring Paul Wall & Kurupt)                                                            |
| Nina B. | Unknown mixtape | "Poppin'"                         | |